# Aquest cotxe és una ruïna
Aquest cotxe és una ruïna (títol original en anglès, Car Trouble) és una pel·lícula de comèdia britànica de 1986 protagonitzada per Julie Walters, Ian Charleson i Vincent Riotta. La pel·lícula s'ha descrit com una comèdia de farsa britànica tosca. S'ha doblat al català.

## Sinopsi
Enmig d'una crisi de la mitjana edat, un home compra un cotxe esportiu Jaguar E-Type de 1965 i immediatament es converteix en el seu nou amor. El que no sap és que la seva dona està tan atreta pel venedor de Jaguar com ell pel cotxe. La dona i l'amant experimenten el penis captivus al cotxe després d'un accident imprudent.

## Repartiment
- Julie Walters com a Jacqueline
- Ian Charleson com a Gerald
- Vincent Riotta com a Kevin
- Stratford Johns com a Reg Sampson
- Hazel O'Connor com a Maureen
- Dave Hill com a Bill
- Anthony O'Donnell com a Frederick
- Vanessa Knox-Mawer com a Judy Monk
- Roger Hume com el senyor Hollybush
- Veronica Clifford com la senyora Hollybush